# Hautecourt
Pour l’article homonyme, voir Hautecourt-lès-Broville.
Hautecourt est une ancienne commune française du département de l'Ain. En 1973, la commune fusionne avec Romanèche pour former la commune de Hautecourt-Romanèche.

## Histoire
En 1973, la commune fusionne avec Romanèche pour former Hautecourt-Romanèche. Romanèche devient une commune associée jusqu'au 1er août 1997, où la fusion association est transformée en fusion simple.

## Politique et administration

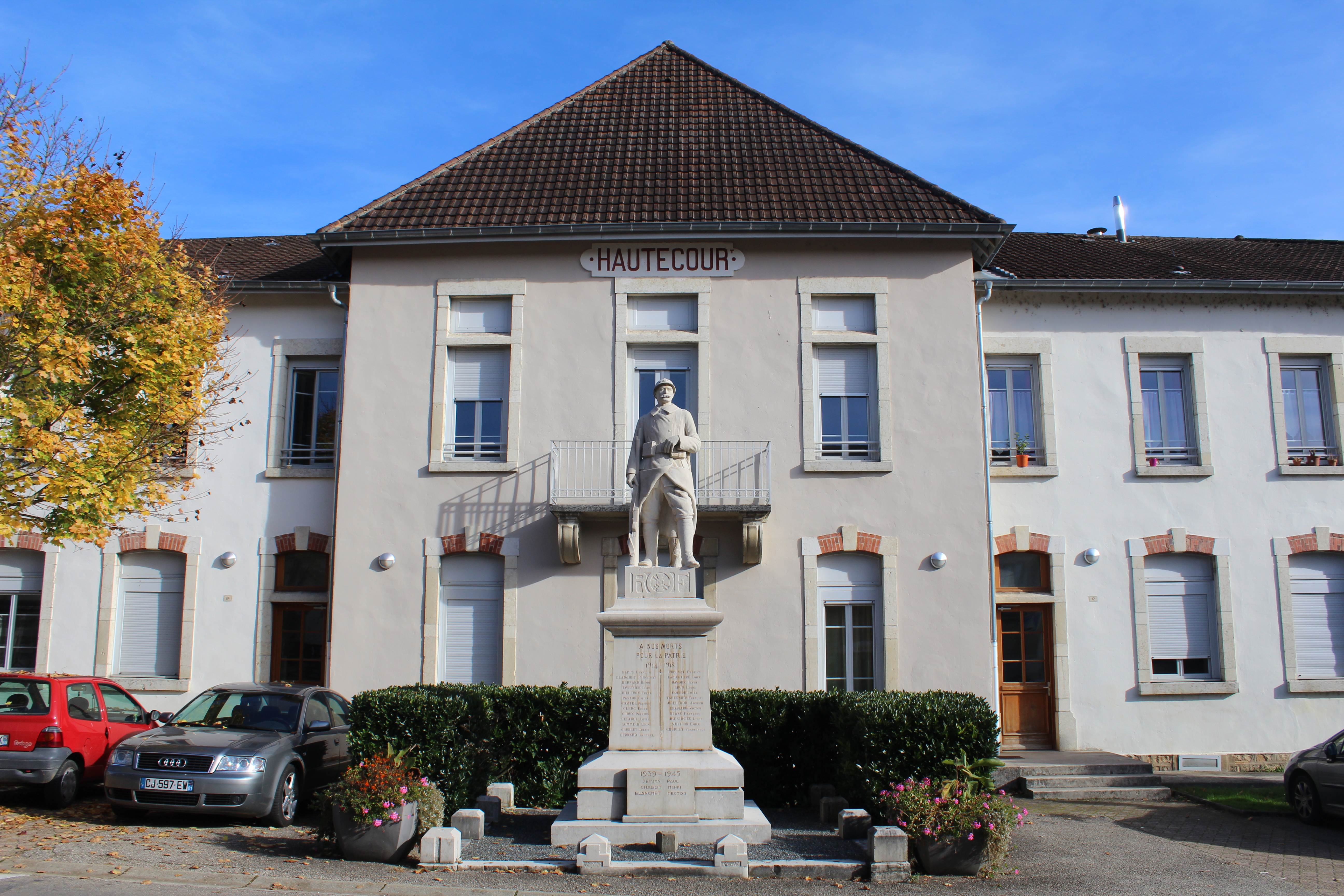
Ancienne mairie.

## Population et société

### Démographie
| 1793  | 1800  | 1806  | 1821  | 1831  | 1836 | 1841  | 1846  | 1851  |
| ----- | ----- | ----- | ----- | ----- | ---- | ----- | ----- | ----- |
| 1 062 | 1 058 | 1 026 | 1 040 | 1 055 | 952  | 1 052 | 1 085 | 1 032 |

| 1856  | 1861 | 1866 | 1872 | 1876 | 1881 | 1886 | 1891 | 1896 |
| ----- | ---- | ---- | ---- | ---- | ---- | ---- | ---- | ---- |
| 1 010 | 879  | 860  | 804  | 822  | 862  | 882  | 753  | 731  |

| 1901 | 1906 | 1911 | 1921 | 1926 | 1931 | 1936 | 1946 | 1954 |
| ---- | ---- | ---- | ---- | ---- | ---- | ---- | ---- | ---- |
| 715  | 641  | 620  | 524  | 484  | 503  | 423  | 347  | 311  |

| 1962 | 1968 | - | - | - | - | - | - | - |
| ---- | ---- | - | - | - | - | - | - | - |
| 257  | 268  | - | - | - | - | - | - | - |

## Culture locale et patrimoine

### Lieux et monuments
- La grotte de Hautecourt avec sa réserve naturelle de 10 hectares, classée Zones Naturelles d'Intérêt Écologique Faunistique et Floristique (ZNIEFF) de type I
- Lac de retenue d'Allement.
- Le donjon de la tour du Buenc fait l’objet d’une inscription au titre des monuments historiques depuis 1974.

## Pour approfondir